# Godefroy z Bouillonu
Godefroy z Bouillonu ([godefroj z bujónu]; někdy uváděn jako Godefroi, ve starší české literatuře také Gottfried nebo Bohumír z Bouillonu; francouzsky Godefroy de Bouillon; 1060? – 18. července 1100) byl dolnolotrinský vévoda, pán z Bouillonu a jeden z vůdců první křížové výpravy. Narodil se jako prostřední syn hraběte Eustacha II. a jeho druhé manželky Idy z Boulogne, která pocházela z rodu Karla Velikého. V mládí Godefroy složil přísahu římsko-německému králi Jindřichu IV., na jehož straně pak bojoval ve válce o investituru a účastnil se i dobytí Říma roku 1083.
Když roku 1095 vyhlásil papež Urban II. první křížovou výpravu za osvobození Božího hrobu v Jeruzalémě, Godefroy brzy ohlásil svou účast. Prodal nebo zastavil většinu svého majetku a spolu se svými bratry se na křižáckou výpravu vydal. S výpravou se účastnil všech rozhodujících bitev, Nikaie, Dorylaea, Antiochie a v červnu 1099 i konečného útoku na Jeruzalém. Po dobytí Jeruzaléma byl křižáckými velmoži zvolen vládcem města a dobytých území s titulem Ochránce Svatého hrobu. V čele křižáckých vojsk poté odrazil útok fátimovské i damašské armády, poté však těžce onemocněl a roku 1100 v Jeruzalémě zemřel. Pro další generace Franků v křižáckých státech se Godefroy stal legendou a jeho síla a odvaha se stala námětem mnoha truvérských písní.

## Mládí

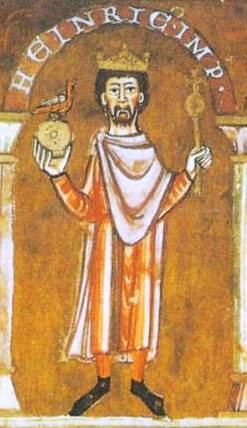
Římsko-německý císař Jindřich IV., 11. století

Godefroy se narodil kolem roku 1060 v Boulogne-sur-Mer, městě v calaisském kraji na území dnešní Francie. V době Godefroyova života bylo toto území součástí Svaté říše římské a bylo rozdrobeno na malá panství, formálně poddaná říši. Skutečnost, že byl Godefroy druhorozený, tedy ne dědic rodového titulu a majetku, byla rozhodující pro jeho další kariéru válečníka.
Když zemřel Godefroyův strýc z matčiny strany, dolnolotrinský vévoda Godefroy IV. zvaný Hrbatý, odkázal své vévodství Godefroyovi. Avšak německý král Jindřich IV. nedovolil, aby se tak důležité a velké léno dědilo po matce, navíc se obával, že mladému Godefroyovi by se vévodství mohlo rozpadnout. Král Jindřich tak na uvolněné místo titulárně dosadil svého dvouletého syna Konráda a Godefroyovi ponechal jen markýzát Anvers, hrabství Verdun a panství Bouillon v Ardennách. Godefroy zůstal Jindřichovým vazalem a věrnou službou německému králi a pozdějšímu císaři Jindřichovi nakonec získal Lotrinsko ve funkci říšského správce, nikoliv však jako léno. Godefroy králi i nadále sloužil, podporoval ho v zápase o investituru s papežstvím a bojoval na Jindřichově straně s německým vzdorokrálem Rudolfem Švábským.
O Godefroyově účasti na Jindřichových taženích se ví velmi málo. Kronikář popisuje Godefroyovu účast v bitvě u řeky Elstery takto:
| „              | V největší vřavě vyrazil Godefroy, jenž vedl císařské, po silnici, na níž se nacházel Rudolf, jehož si Sasové zvolili za krále. Jen, co ho poznal, pobodl vévoda koně ostruhami a vrhl se na něj. Gonfanonem, jejž třímal v ruce, mu probodl hruď a nechal jej mrtvého klesnout ke svým nohám. Pak pozvedl k nebi zkrvavenou zástavu. | “ |
| — Vilém z Tyru | |   |

Existují však silné pochybnosti, zda se Godefroy bitvy vůbec zúčastnil. Rovněž je nejasný jeho podíl na dobytí Říma císařskými vojsky roku 1083. Je jisté, že se Jindřichova italského tažení i obléhání Říma účastnil, zda však osobně zasáhl do bojů ve městě nebo byl v té době nemocný, zůstává sporné.
V následujících letech byl Godefroy zaměstnán především bojem na svém panství, zejména se svou tetou Matyldou Toskánskou. V roce 1086 odrazil u hradu Bouillon útok Alberta z Namuru, který v této bitvě padl. O rok později nechal císař Jindřich IV. korunovat svého syna Konráda německým králem, čímž jej vyvázal z dolnolotrinského vévodství, jež poté udělil Godefroyovi z Bouillonu. Godefroy se tím stal skutečným vévodou.

## První křížová výprava

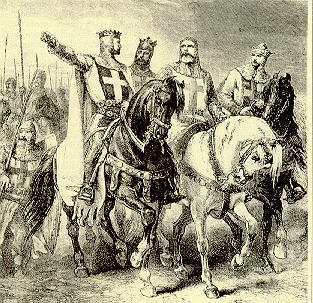
Vůdcové první křížové výpravy: Godefroy z Bouillonu, Bohemund z Tarentu, Raimond de Saint-Gilles a Tankred, 19. století

Roku 1095 na koncilu v Clermontu nástupce Řehoře VII., papež Urban II., vyhlásil křížovou výpravu za osvobození Jeruzaléma od nevěřících. Zbožného Godefroye velmi ovlivnilo zejména clunyjské hnutí a císař Jindřich si přestával být jistý jeho loajalitou. Godefroy se proto rozhodl připojit k výpravě a trvale se usadit ve Svaté zemi. Byl tak jediným významným říšským šlechticem, který se k první křížové výpravě přidružil.
Spolu s Godefroyem se rozhodli k výpravě přidat i jeho bratři Eustach a Balduin, který žil u Godefroyova dvora. Každý z nich měl pro připojení se k výpravě úplně jiné motivy. Eustach toužil posílit svou politickou prestiž a o výpravu ve skutečnosti zájem neměl, proto se klidně podřídil velení svého bratra Godefroye a do dějin tažení se nijak výrazně nezapsal. Nejmladší Balduin chtěl získat půdu a postavení. Byl ambiciózní, cílevědomý a ze všech křižáckých velmožů nejnebezpečnější.
V Lotrinském vévodství však ne všichni s Godefroyovým rozhodnutím odejít do Svaté země sympatizovali, neboť zbožný Godefroy byl mezi poddanými oblíben. Kronika svatohubertská jeho rozhodnutí líčí jako zradu, neboť Godefroy opustil své poddané, o něž měl jako lenní pán povinnost pečovat, a „vyměnil jisté za nejisté“. Godefroy uzavřel mír se svým dlouholetým nepřítelem, biskupem Richerem z Verdunu, kterému prodal Verdunské hrabství a města Stenay a Mouzay na řece Máze. Panství Bouillon zastavil biskupovi Otbertu z Lutychu. Za svůj majetek chtěl Godefroy jen drahý kov, který byl univerzálním platidlem. Celkem tak shromáždil 360 kilogramů stříbra.
Do Svaté země Godefroye a jeho bratry následovali bratranec Balduin Le Bourg, hennegavský hrabě Balduin II., Garnier de Grez, hrabě Renaud de Toul, Hughes de Saint-Pol a jeho syn Enguerrard, Godefroy de Louvain, Jean de Namur, rýnský palatin Siegfried, Goeffroy d'Esch a další. Podle historika Stevena Runcimana to celkem bylo asi 1000 rytířů z Valonska, Lotrinska a Fríska a 7000 pěších bojovníků. Godefroyova výprava tak představovala nejpočetnější skupinu vojsk první křížové výpravy.

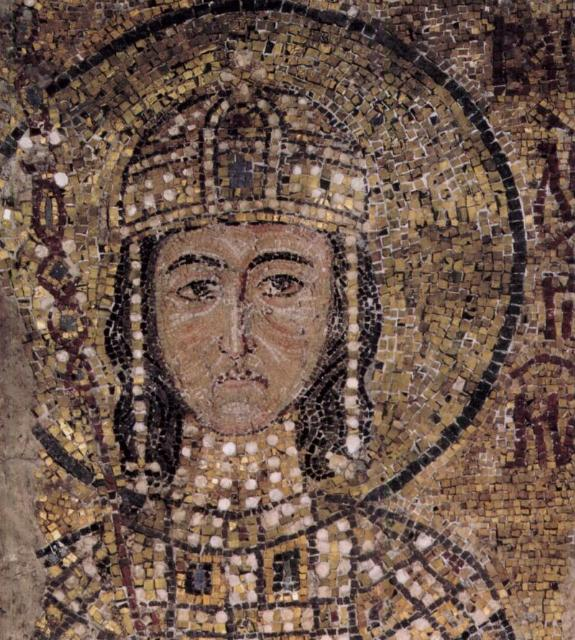
Alexios I. Komnenos na mozaice v chrámu Hagia Sofia

Výprava se na rozdíl od výprav ostatních francouzských velmožů vydala na východ přes Svatou říši římskou a dále přes Uhersko jako nedlouho před tím poutnické křižácké houfy Petra Poustevníka a rytíře Gautiera Sans-Avoir. Protože byl Godefroy pořád leníkem císaře Jindřicha, který byl papežovým nepřítelem, nemohl táhnout přes Itálii, již ovládali papežovi stoupenci. Aby získal ještě více peněz, Godefroy cestou vydíral německé Židy, ale nikdy nezašel až k pogromům, jakými se vyznačovala lidová výprava hraběte Emericha z Leisingenu. Když Lotrinčané dorazili na německo-uherské hranice, uherský král Koloman, po špatných zkušenostech s lidovými křižáckými houfy, požadoval od Godefroye bratra Balduina jako rukojmí. Balduin při představě, že by měl být Maďarům vydán, zuřil, Godefroy ho však přesvědčil a králi Kolomanovi se vévoda osobně zavázal projít zemí bez incidentů. Své slovo dodržel a lotrinská armáda se v Uhersku zdržela jakýchkoliv násilností.

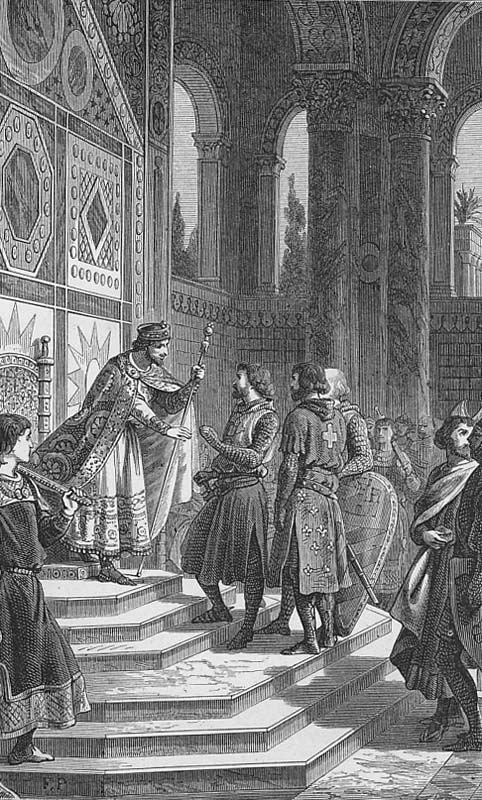
Gustave Doré: Godefroy z Bouillonu a ostatní vůdci výpravy skládají lenní přísahu byzantskému císaři Alexiovi I.

Při přechodu byzantské hranice již křižáky očekávali byzantští průvodci, se kterými v prosinci roku 1096 dospěli do Selymbie na pobřeží Marmarského moře, asi padesát mil západně od byzantského hlavního města Konstantinopole. Lotrinská výprava dorazila do Byzantské říše ze všech křižáků jako druhá, hned po Francouzích, které vedl hrabě Hugo z Vermandois, mladší bratr francouzského krále Filipa. Mezi Lotrinčany kolovaly pověsti, že Byzantinci s hrabětem z Vermandois nakládají jako s vězněm, začali proto ze msty drancovat byzantské území. Hugo sice do jisté míry vězněm byl, ale v Konstantinopoli s ním bylo královsky zacházeno, a když císaři Alexiovi složil požadovanou lenní přísahu, byl zahrnut dary. Stejnou lenní přísahu požadoval císař Alexios i po Godefroyovi a jeho bratrech. To však Godefroy a Balduin odmítli; Godefroy především namítal, že přísahu složil již císaři Jindřichovi a nechtěl přísahat podruhé, navíc císaři, kterého neznal. Lotrinčané proto navrhli, aby se celá situace vyřídila, až dorazí zbytek křižáckých velmožů. Alexios byl přesvědčen, že na byzantském území se křižáci podrobí jeho velení, a pokusil se Godefroye přimět k přísaze. Hugo z Vermandois osobně dorazil do lotrinského tábora, aby vzpouzejícího Godefroye přesvědčil, ale marně. Zatímco křižáci zimovali v Selymbii, Alexiovi došla trpělivost a přerušil jim zásobování. Balduin začal nevybíravě drancovat okolí i předměstí Konstantinopole, kde došlo ke střetům s příslušníky kmene Pečeněhů, kteří sloužili v byzantském žoldu. Císař nakonec křižákům ustoupil a dodávky obnovil, ale ani poté se přísahy nedočkal. Kolem Velikonoc Alexios znovu dodávky zásob omezil, aby Godefroyovu neústupnost zlomil. Balduin obnovil plenění a poté dokonce Godefroye přesvědčil k útoku na Konstantinopol. Lotrinčané město napadli na Zelený čtvrtek, byli však odraženi a císař druhý den přivolal vojsko, které křižáky porazilo. Tato bitva byla prvním otevřeným bojem mezi křižáky a byzantskou armádou. Godefroy si uvědomil, že další bitva s císařovým vojskem by mohla znamenat katastrofu, a proto nakonec on, Balduin, Eustach i Balduin Le Bourg a ostatní vysoce postavení rytíři na Boží hod velikonoční Alexiovi složili lenní přísahu. Císař je poté bohatě obdaroval a o několik dnů později dal lotrinské vojsko přepravit do Anatolie.

### Tažení Anatolií

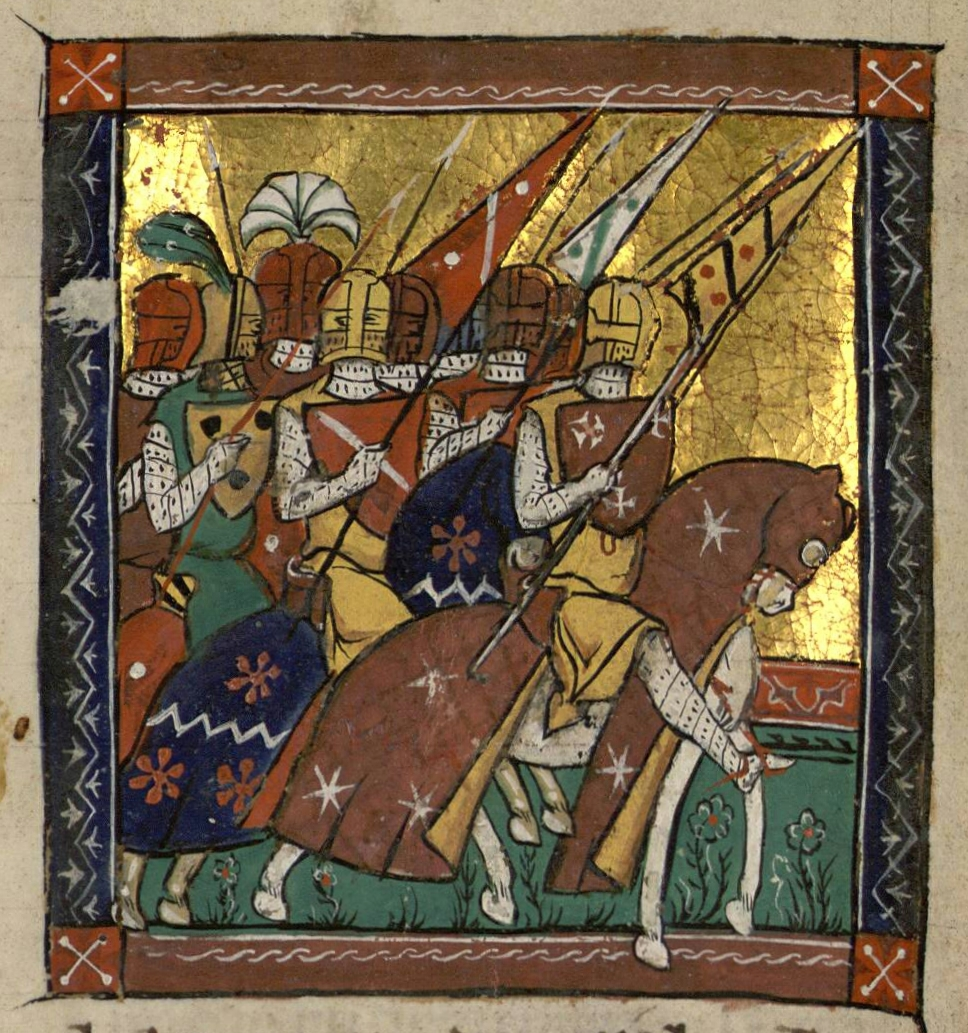
Godefroy z Bouillonu jako vůdce výpravy
Historia rerum in partibus transmarinis gestarum (13. století)

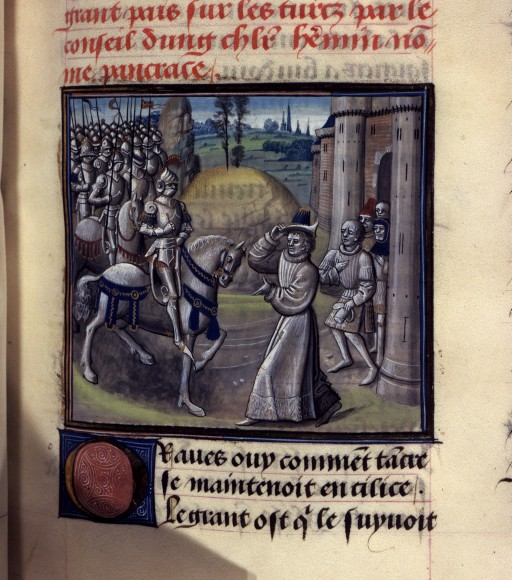
Godefroy se svými rytíři je vítán v Kilíkii
(Vilém z Tyru, Historia et continuation)

Když do Anatolie dorazila větší část křižáků, Godefroy spolu s vůdcem jihoitalských Normanů Bohemundem z Tarentu vyrazil na východ k Nikáji – předsunuté baště turecké moci. 6. května 1097 Lotrinčané k městu dorazili a hned pod hradbami rozbili ležení. O Godefroyových činech během obléhání není známo nic bližšího až na příhodu líčící Godefroye jako skvělého lukostřelce, který prý přesnou ranou sestřelil tureckého obránce, jenž z hradeb na útočící křižáky házel velké kameny. Poté, co po sedmi týdnech a třech dnech město padlo, se vojsko rozdělilo na dvě skupiny. První tvořily byzantské oddíly a především normanští a vlámští příslušníci výpravy pod velením Bohemunda z Tarentu, zatímco Francouzi, Lotrinčané a Provensálci vedení Godefroyem a toulouským hrabětem Raimondem de Saint-Gilles táhli den cesty v závěsu za nimi. Když Bohemundovo vojsko přepadli v údolí Dorylaeum Turci, Godefroy rychle s armádou přispěchal Normanům na pomoc a vysvobodil je z obklíčení.
Výprava pokračovala dále do anatolského vnitrozemí. Když křižáci prošli kolem Herakleje (dnešní turecké město Ereğli), oddělili se od hlavního voje Godefroyův nejmladší bratr Balduin a Bohemundův synovec Tankred, aby si pro sebe vydobyli nějakou kořist. Zatímco Tankred s Balduinem společně dobyli přístav Tarsos, rodiště apoštola Pavla, utrpěl Godefroy z Bouillonu vážné zranění, když se snažil zachránit neozbrojeného poutníka napadeného medvědem.
21. října oblehlo křižácké vojsko Antiochii. Zpočátku bylo v blízkosti města k nalezení dost zásob, ale časem křižáci okolí vydrancovali a začali hladovět. Začala zima a období dešťů. Godefroy byl v té době nemocný, své oddíly tudíž nevedl do prvních bitev o město. Zprávy o jeho činech se objevily až v únoru 1098 z bitvy se sultánem Ridvánem z Aleppa, který přispěchal Antiochii na pomoc, a z bojů o římský most přes řeku Orontes. V této bitvě prý Godefroy ohromil své spolubojovníky i kronikáře svou fyzickou silou, když jednoho tureckého jezdce ve zbroji přesekl na dvě poloviny.
Křižáci se v červnu 1098 konečně zmocnili Antiochie a sami se dostali do obklíčení vojskem mosulského atabega Kerbogy. Tehdy už Godefroy neměl ani vlastního koně a teprve až po velkém naléhání mu koně zapůjčil hrabě z Toulouse Raimond de Saint-Gilles. Více se však již o Godefroyovi kroniky nešíří. Na rozdíl od ostatních křižáckých vůdců se dolnolotrinský vévoda neangažoval v mocenských sporech mezi vůdci. Nepodnikal žádná samostatná kořistnická tažení, choval se spíše nenápadně a kronikáře nezaujal ničím kromě několika hrdinských činů v boji.

### Místní války a tažení na jih
Poté, co křižáci odrazili Kerbogovu armádu, byla Antiochie definitivně obsazena. Mezi Bohemundem z Tarentu a Raimondem de Saint-Gilles vypukl ostrý spor o město, neboť Bohemund si jej chtěl přivlastnit pro sebe a uplatňoval svůj nárok jako dobyvatele města. Vojáci byli demoralizováni a někteří začali svémocně drancovat okolí. Godefroy se při pohledu na úpadek morálky rozhodl odjet i se svým lotrinskými vojáky do Edessy za bratrem Balduinem, který mu ze svého hrabství propůjčil města Turbessel a Ravendel. Zde se zapojil do šarvátek a válek místních seldžuckých vládců. O pomoc Godefroye požádal turecký vládce města Azaz, emír Omar, který povstal proti sultánovi Ridvánovi z Aleppa. Godefroy žádost o pomoc vyslyšel a vojsko sultána, které zatím oblehlo Azaz, zahnal na útěk. Omar poté před Godefroyem poklekl a jako první muslimský vládce vstoupil do služeb křižáka.
Na počátku roku 1099 poutníci a část neurozených bojovníků vyrazili z Antiochie na Jeruzalém, z vůdců se však účastnil jen Raimond de Saint-Gilles. Ten cestou obsadil Marquiu a Tortosu a jeho úspěchy přiměly Godefroye, Bohemunda a vévodu Roberta z Normandie k cestě na jih, která se uskutečnila koncem února. V přístavu Latakia se spojili s vojskem hraběte Roberta Flanderského. Cestou dobyli antické město Byblos (za křižácké vlády Gibelet) a poté dorazili před Arku, kterou zatím obléhala první část výpravy, vedená Raimondem. Zde propukly další hádky mezi normanskými a provensálskými křižáky. Normani nesouhlasili s Raimondovým stylem obléhání a kritizovali jej za to, že věří v pravost relikvie Svatého kopí, které bylo objeveno v Antiochii. Na Velký pátek proto prostý poutník a nálezce kopí Petr Bartoloměj podstoupil ordál ohněm, který měl dokázat pravost relikvie. Petr při ordálu zemřel, ale jeho smrt na poutníky i velmože tak zapůsobila, že zanechali hádek i obléhání Arky. Díky svému morálnímu kreditu se vůdcem výpravy stal Godefroy z Bouillonu, pod jehož vedením křižáci 7. června 1099 poprvé spatřili Jeruzalém.

### Dobytí Jeruzaléma

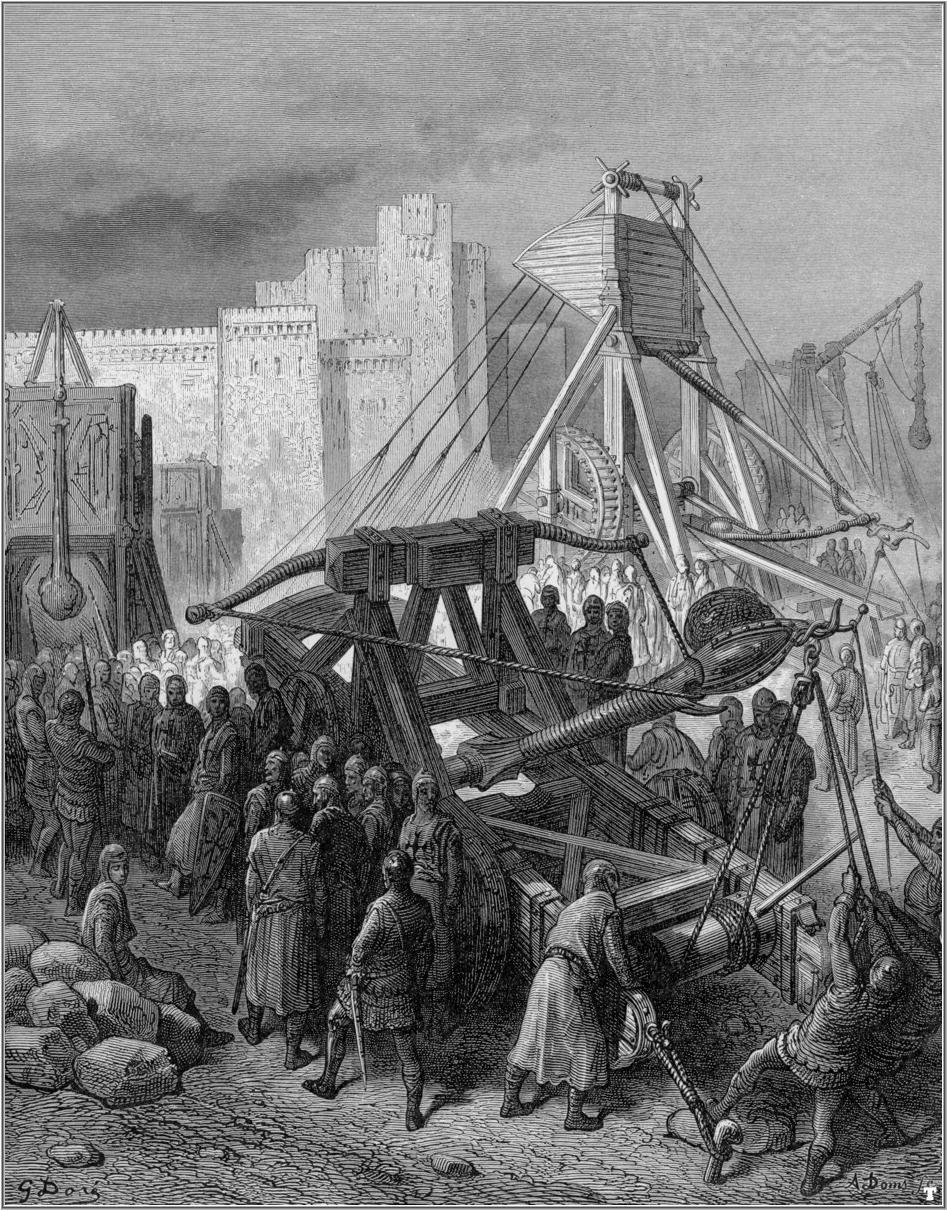
Gustave Doré: Křižácké obléhací stroje

Když křižáci pod Godefroyovým vedením dorazili k Jeruzalému, každý z velitelů se utábořil na jiné straně města. Godefroy z Bouillonu rozbil ležení na severovýchodě Jeruzaléma, kde střežil úsek od Herodovy brány až k údolí Jóšafat a Cedronu. Po odražení prvního útoku začali křižáci 19. června stavět dvě pohyblivé obléhací věže, jednu pro Godefroye a Roberta Flanderského na severu města stavěl Gaston de Béarn a druhou pro Raimonda z Toulouse na jihu stavěl Guilelmo Ricou zvaný Opilec. Křižáci si navzdory odražení prvního útoku a velkými problémy se zásobováním vodou ve vojsku s významnou pomocí duchovních udržovali vysokou morálku.
Navečer 9. července se rozhodlo, že obě věže budou připraveny na generální útok. Obrovské věže bylo dobře vidět z hradeb a obránci města v jejich blízkosti tak mohli připravovat obranné pasti a překážky, které měly zabránit věžím, aby se dostaly až k samotným hradbám. Dolnolotrinský vévoda přikázal, aby vojáci za noci celou věž rozebrali a zase složili na jiném místě. Akce se skutečně podařila a druhý den ráno stála znovu sestavená věž i s třemi obléhacími praky proti Herodově bráně.
Za úsvitu 10. července začaly Godefroyovy obléhací stroje ostřelovat jeruzalémské hradby. Vojáci pod velením jeruzalémského místodržícího Iftíkara ad-Dauly však na nejvíce ohrožená místa na městských zdech pověsili balíky slámy, a tak ztlumili nápor střel. Godefroy vyslal lučištníky s hořícími šípy, aby tlumiče zapálili, přičemž se sám chopil jednoho z luků.

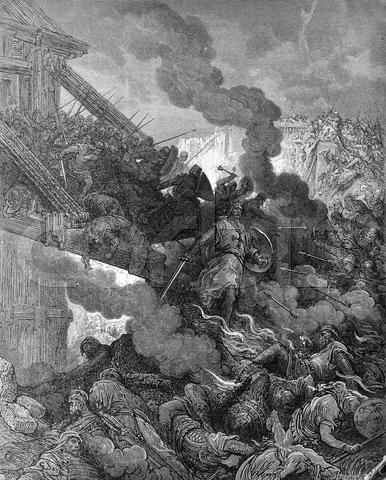
Gustave Doré: Godefroy vstoupil na jeruzalémské hradby

Věžím v cestě k hradbám stály především příkopy, které se Godefroyovi i Raimondovi z Toulouse podařilo zasypat za tři dny. Godefroyova třípatrová obléhací věž, s křížem a postavou ukřižovaného Ježíše na vrcholu, se pak pozvolna dala do pohybu. V nejvyšším patře byl Godefroy s bratrem Eustachem, aby na hradby vpadli mezi prvními.
Obránci města marně ostřelovali přibližující se věže z luků, balist a katapultů. V boji zblízka se mezi obránci začala šířit panika a mnozí se dali na útěk. Křižákům se podařilo dostat se do města a otevřít herodovu bránu. Nastalo celodenní vraždění a plundrování. Není jisté, zda se masakru účastnil Godefroy a jeho vojáci. Jeden z židovských obyvatel, který přežil, později řekl:
| „ | Neslyšeli jsme hovořit, že by ti prokletí Němci znásilňovali ženy, jako to činili ostatní vojáci. | “ |
| — |                                                                                                   |   |

Je možné, že „těmi proklatými Němci“ měl na mysli Lotrinčany. Podle Alberta z Aix Godefroye trápilo svědomí, že vraždění nedokázal zabránit a činil za to pokání. Z obyvatel města přežilo jen několik málo civilních osob a místodržící Iftíkar ad-Daula se svou gardou, která se zabarikádovala v Davidově věži. Ta se nakonec vzdala Raimondu z Toulouse, jenž místodržícího i jeho doprovod nechal eskortovat do Askalonu, který drželi Egypťané.

## Ochránce Svatého Hrobu

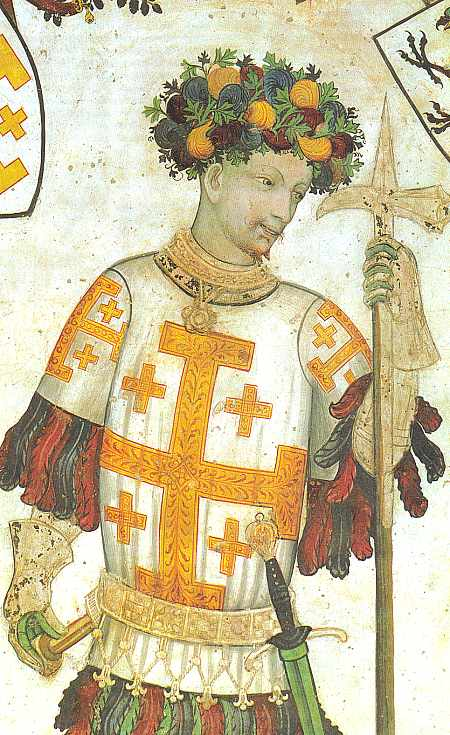
Idealizovaný renesanční obraz Godefroye z Bouillonu jako ochránce Božího hrobu od Giacoma Jaqueria, 1420 (Mistr z Mantaského hradu, nástěnná malba, hrad Manta, kolem 1420)

Po dobytí Jeruzaléma se rozhořel spor o to, kdo bude městu vládnout. Zástupci církve požadovali, aby město bylo řízeno teokraticky, což šlechta odmítla a rozhodla se zvolit si mezi sebou kandidáta na jeruzalémský trůn. Vhodnými kandidáty byli pouze Godefroy z Bouillonu a Raimond z Toulouse. Přestože Raimond nebyl u šlechticů, poutníků ani vojáků příliš oblíben, byla koruna nabídnuta nejprve jemu. Raimond však korunu odmítl a doufal, že tak znemožní, aby ji přijal Godefroy. Velmoži na Raimonda nenaléhali a nabídli vládu lotrinskému vévodovi, který byl mezi křižáky sice oblíbenější, ale jako státník nebyl příliš schopný, což však během křížové výpravy neměl příležitost projevit. Godefroy
| „                              | přijal vládu, nechtěl však být posvěcen ani korunován jako král řečeného království, ježto nechtěl nosit zlatou korunu tam, kde Ježíš Kristus, syn Boží, nosil korunu trnovou… | “ |
| — kronika Assises de Jérusalem | |   |

Byl si vědom, že jeho zvolení část rytířů nepodporuje, nechtěl proto prohlubovat spory a odmítl královský titul. První křižácký vládce Jeruzaléma tak usedl na trůn jako Advocatus Sancti Sepulchri (Ochránce Svatého Hrobu) a dle pověsti se nechal korunovat korunou ze slámy. Titul „Ochránce“ byl ve Francii udělován laickému ochránci klášterních statků, nicméně Godefroy přijal veškerou správní i vojenskou moc. Raimond odmítal uznat Godefroyovu autoritu a obsadil jeruzalémskou citadelu. S podporou provensálského biskupa Pierra de Narbonne se podařilo přesvědčit Raimonda, aby ustoupil. Poté vzpurný šlechtic odešel do Jericha. Zatím připlouvaly z Evropy posily. 4. srpna 1099 vyrazila proti křižákům egyptská armáda vezíra al-Afdala a utábořila se poblíž Askalonu, dalšího mocného palestinského města pod správou Egypta. Dolnolotrinský vévoda žádal o pomoc a ostatní vůdci křižáků mu ji poskytli.

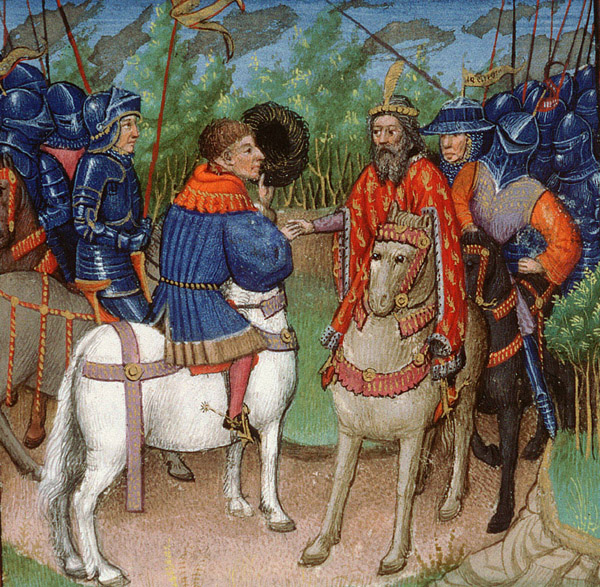
Godefroy vítá uherského krále (Estoire d'Eracles, Vilém z Tyru)

Křižácké armády se sešly v Ramle, kde Godefroyovi Tankred a Eustach sdělili, že egyptská armáda neočekává střet dříve než v Jeruzalémě. Godefroy chtěl využít momentu překvapení a nařídil vytáhnout muslimům vstříc. V sobotu postupující křižáci ukořistili stáda dobytka určená pro egyptskou armádu. V neděli 12. srpna dorazilo křižácké vojsko na dohled protivníka. Za rozbřesku se křižáci seskupili do tří šiků a na nepřipravené Egypťany okamžitě zaútočili. Chabý odpor byl rychle přemožen a muslimové se dali na zběsilý útěk do Askalonu. Křižáci začali drancovat opuštěné ležení. Ochránce Svatého hrobu se obořil na své rabující pěšáky:
| „              | Vojáci neposlušní a nenapravitelní, jaká slepota vás to žene navzdory mému zákazu za lupem ještě před tím, než jste s Boží pomocí rozsekali všechny své nepřátele? Do zbraně! Nechte loupení! Jinak se vzpamatují a budou tu, aby vám připravili krutou odplatu… | “ |
| — Albert z Aix | |   |

Odplula i kotvící egyptská flotila. Město Askalon se chtělo křižákům vzdát, ale protože kapitulaci nabídlo Raimondovi de Saint-Gilles a ne Godefroyovi, vypukl mezi oběma vojevůdci opět ostrý spor. Godefroy se obával, že by se po kapitulaci Raimond mohl Askalonu zmocnit. Raimond tedy i se svými vojáky obléhání zanechal. Svým úzkoprsým jednáním Godefroy pobouřil i ostatní a ti jej opustili. S takto prořídlou armádou byl útok na město nemyslitelný a Godefroy obléhání vzdal.

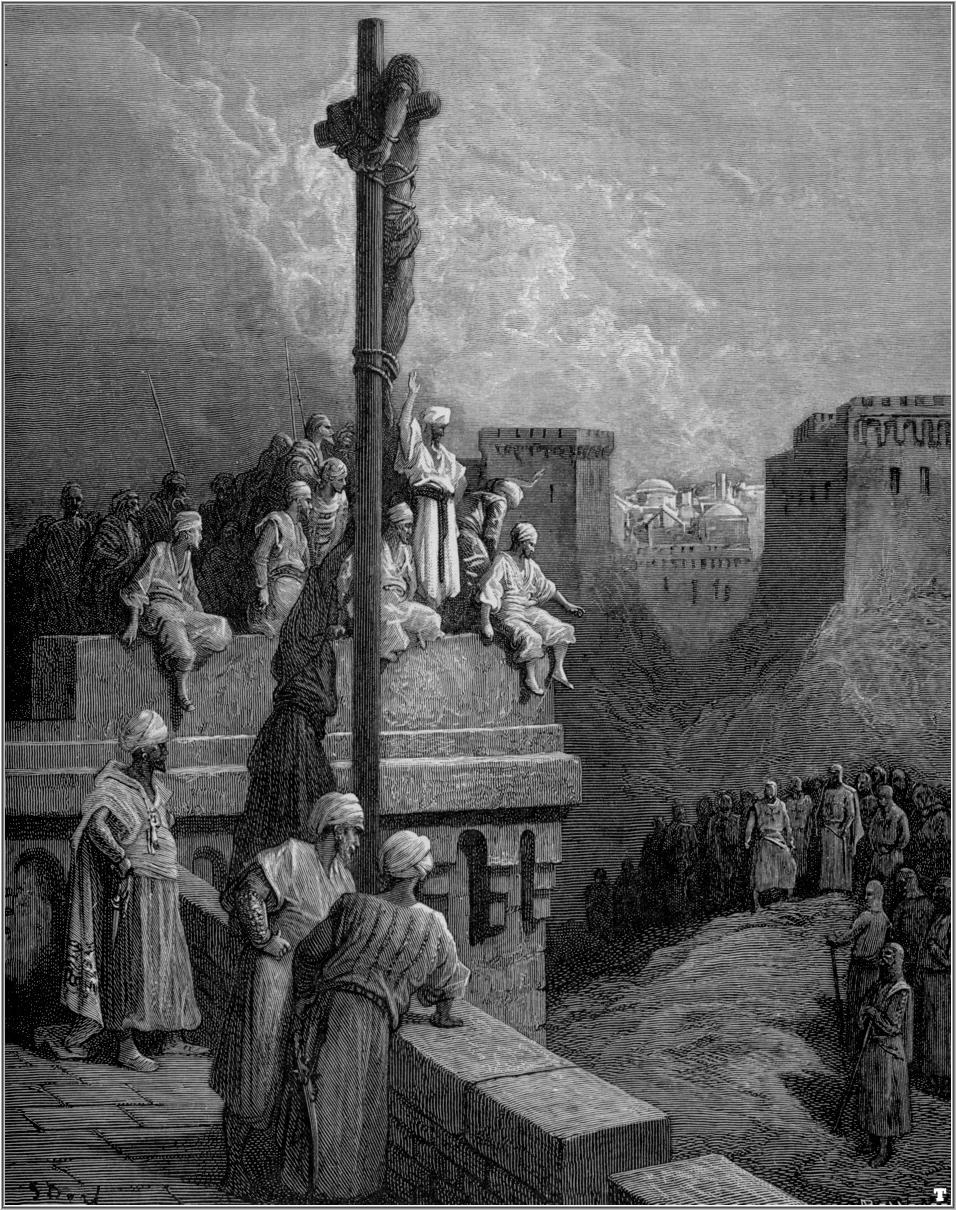
Gustav Doré: Gérard de Avesnes přivázaný na hradbách Arsufu

Po návratu od Askalonu se Godefroy soustředil na získání důležitých přístavů. V Arsufu vypuklo povstání, obyvatelé města pobili nepočetnou křižáckou posádku a zajali velitele, rytíře Gérarda z Avesnes. Ochránce Svatého hrobu vytáhl s vojskem vzpouru potlačit. Obyvatelé nabízeli propuštění Gérarda přivázaného na hradbách výměnou za svoji svobodu. Godefroy Gérardovi nechal údajně vzkázat:
| „              | Gérarde, vojáku statečný, nemohu tě zachránit a nelze kvůli tobě ušetřit toto město. I kdyby byl na tvém místě můj bratr Eustach, nemohl bych jej za cenu opuštění města osvobodit. Musíš tedy zemřít. (…) Neboť až ztratíš tento život, bude ti dáno žít s Ježíšem Kristem na nebesích. | “ |
| — Albert z Aix | |   |

Sedm týdnů křižáci město neúspěšně obléhali, až se nakonec v prosinci 1099 vrátili zpět do Jeruzaléma. Poté do Jeruzaléma dorazil nový papežský legát Daimbert z Pisy doprovázený Bohemundem z Antiochie. O několik dnů později dorazil Balduin z Boulogne, aby splnil svůj slib navštívit Boží hrob. Daimbert sesadil jeruzalémského patriarchu Arnoula de Chocques a ihned se uvolněného úřadu zmocnil sám. Poté začal požadovat, aby mu Godefroy složil lenní přísahu. To sice Godefroy odmítl, ale věděl, že musí uznat patriarchu za svého lenního pána, protože nemá královský titul.
Bohemund a Balduin se dlouho nezdrželi, přenechali ale Godefroyovi část svých vojáků, díky nimž Godefroy začal uvažovat o dobytí některého dalšího palestinského přístavu. Nesmiřitelní Egypťané vyslali malou expedici na posílení vzbouřeného města Arsuf. Křižáci ale egyptský oddíl odrazili a arsufští předáci se nakonec rozhodli vzdát se Godefroyovi. Ten nekladl příliš kruté podmínky kapitulace a okolní drobné arabské emiráty, výměnou za toleranci víry a volný obchod, nabídly placení tributu a dávek, což Godefroy přijal.

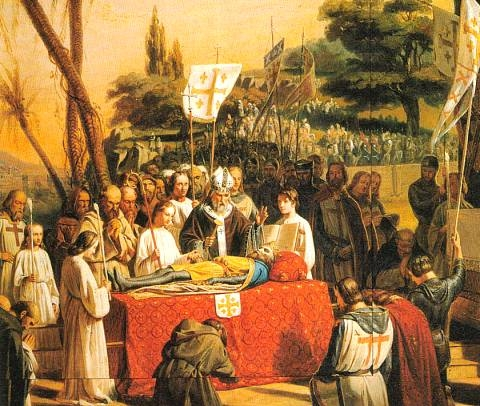
Smrt Godefroye z Bouillonu
(Salles des Croisades, Versailles (1839–1842))

### Závěr vlády
Na jaře roku 1100 se křižáci vydali na výpravu proti arabským emirátům ve vnitrozemí, které byly podporovány z Damašku. Tankred, novopečený kníže z Galileje, se vydal na výpravu do Zajordánska a s Godefroyovou pomocí odrazil vojsko emíra Dukaka z Damašku. Zajordánsko bylo nuceno podrobit se Tankredovi. Po návratu do Jeruzaléma Godefroy těžce onemocněl. Patriarcha Daimbert proti němu neustále brojil a snažil se získat moc. Godefroy v obavě před Pisánci, o které se patriarcha opíral, proti Daimbertovi nezasahoval. Po připlutí velké benátské flotily se vydal do Jaffy, kde chtěl získat Benátčany pro spolupráci. Ve vyjednávání mu také pomohli Tankred s Daimbertem. Poté se většina jeruzalémské armády spolu s Benátčany a Daimbertem vydala proti pobřežnímu městu Haifa.
Nemocný Godefroy se poté vrátil zpět do Jeruzaléma, kde 18. července 1100 své nemoci podlehl. Velitel jeruzalémské posádky Garniel de Grez dal ihned informovat Godefroyova bratra Balduina z Boulogne. Zatím nechal posílit městskou posádku a smrt Ochránce Svatého hrobu držel ještě nějaký čas v tajnosti. 23. července 1100 byl Godefroy z Bouillonu v Bazilice Svatého hrobu pohřben. Jeho nástupcem se stal bratr Balduin, již jako korunovaný jeruzalémský král Balduin I.

## Odkaz a odraz v umění

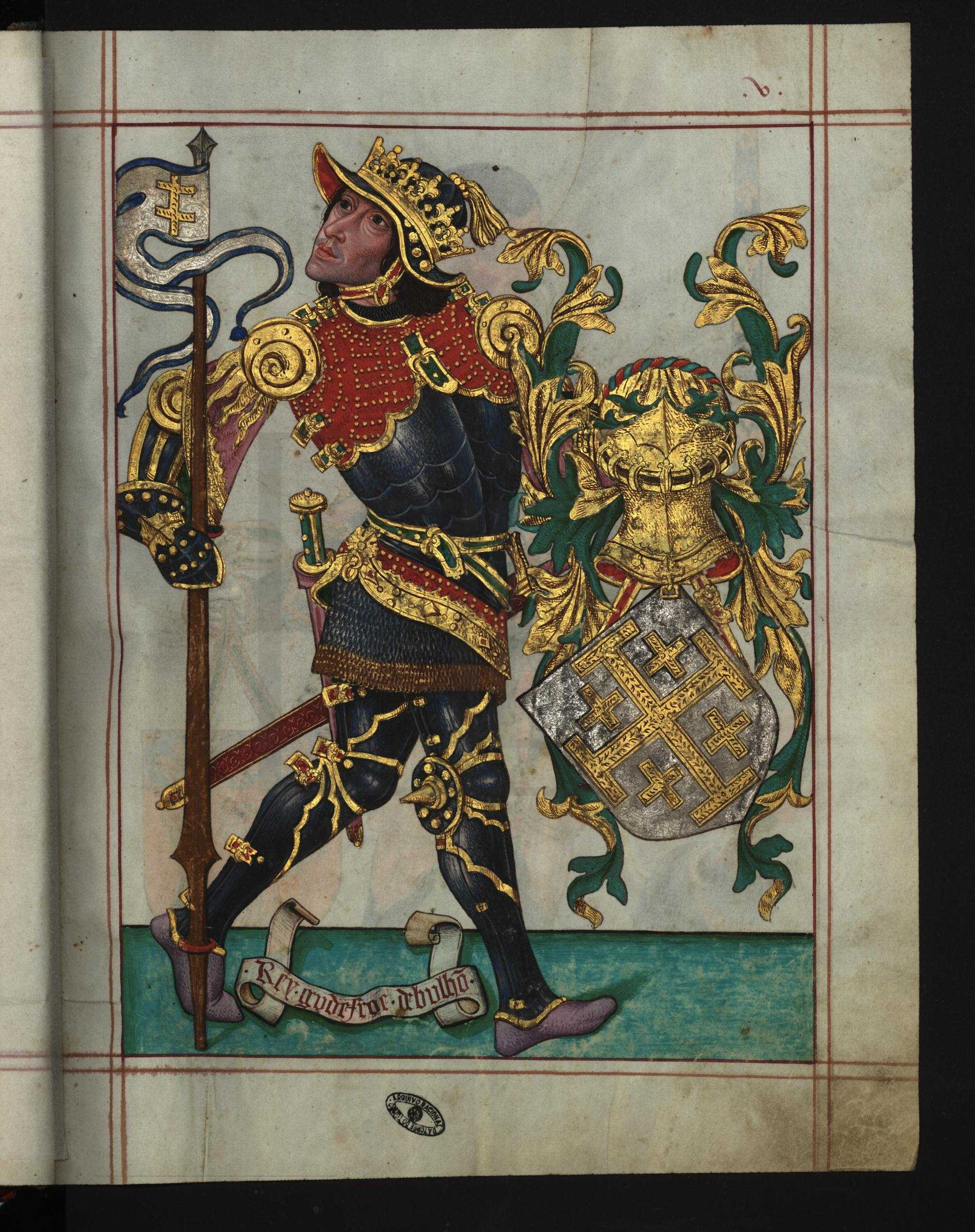
Godefroy z Bouillonu v portugalském iluminovaném rukopisu, kolem 1500

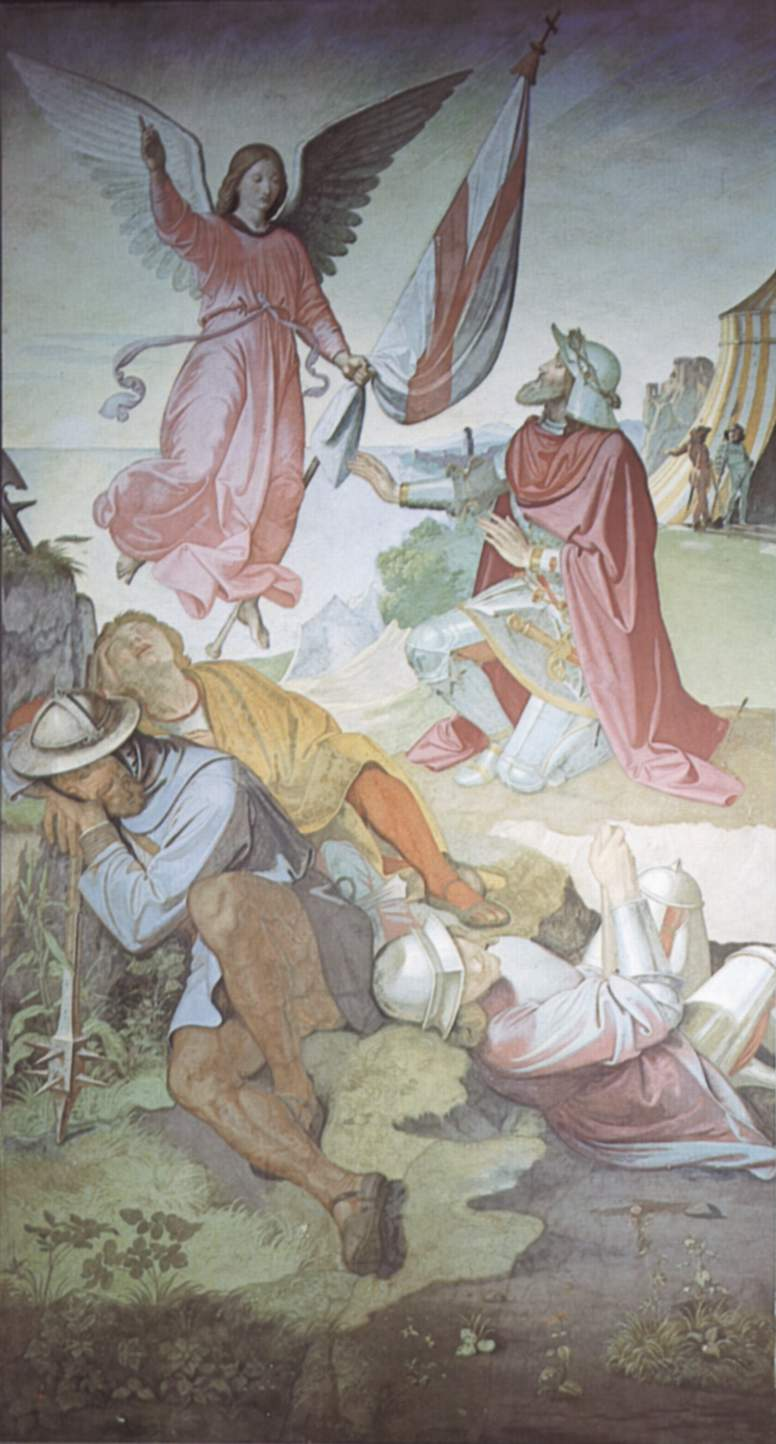
Friedrich Overbeck: Archanděl Gabriel Godefroyovi nařizuje osvobodit Jeruzalém, 19. století

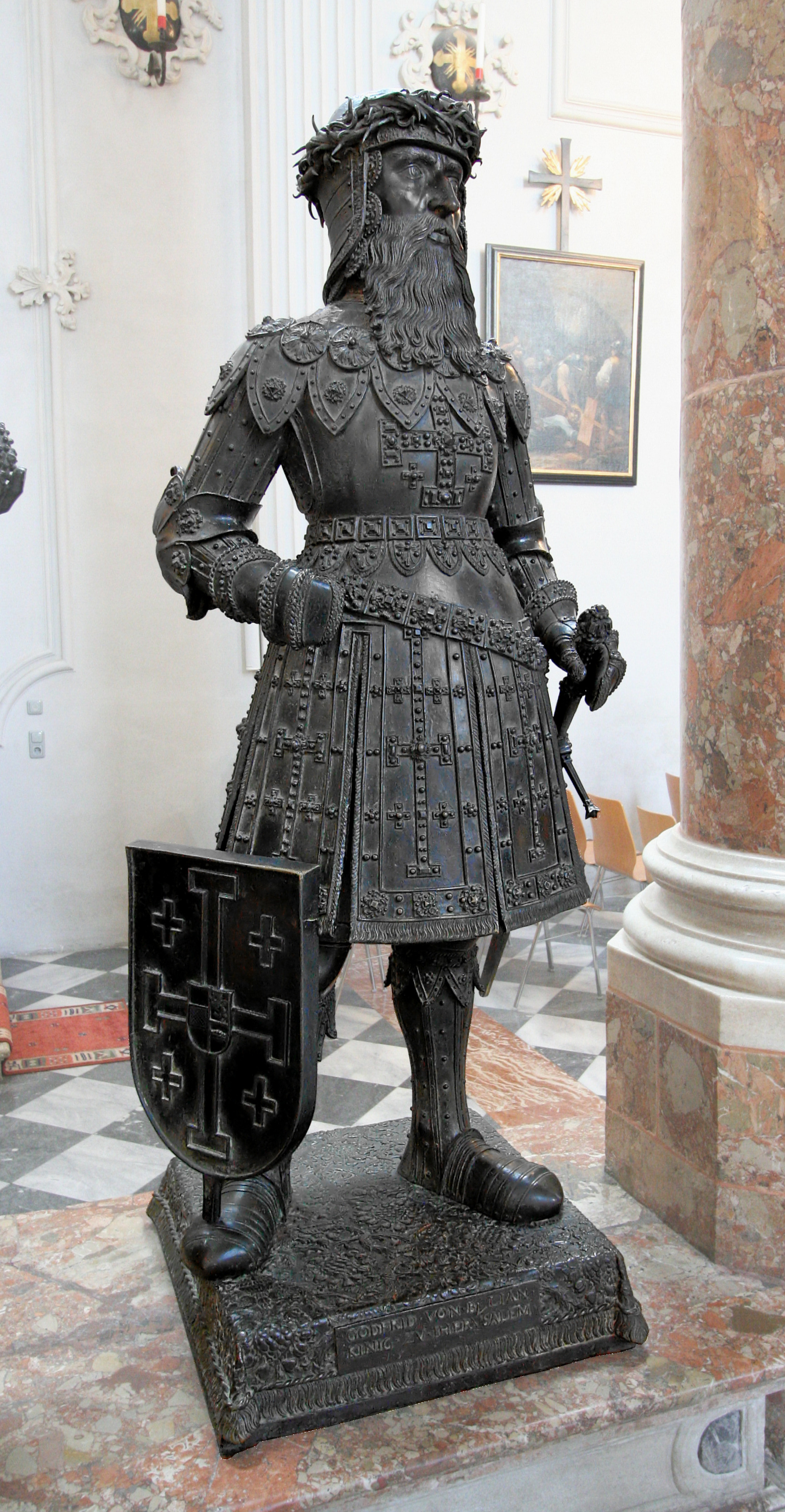
Bronzová socha Godefroye z Bouillonu ze šestnáctého století ze skupiny hrdinů obklopujících památník Maxmiliána I., císaře Svaté říše římské v Hofkirche v Innsbrucku

Godefroyova postava se stala vděčným modelem ideálního rytíře. Už Geoffrey Chaucer jej ve svých Canterburských povídkách popisuje jako „skutečně dokonalého urozeného rytíře“. Godefroy se stal vzorem pro celé následující generace rytířů. V soudobých kronikách byla zdůrazňována především jeho zbožnost a ctnosti.
| „              | Byl to celý muž, šlechetný, zbožný a bohabojný, přímý, postrach nepřátel, přísný a rozhodný ve slovu. Pohrdal světskou slávou, což bylo v oněch časech a zejména v řemeslu válečnickém výjimečné. Byl horlivý v modlitbách a slitovných skutcích, proslulý štědrostí, velice laskavý, přívětivý a soucitný, činem příkladný všem a milý Bohu. Byl postavy vysoké, ne však přehnaně, a silný, že mu nebylo rovno. Měl mocné paže, vlasy a vous světle hnědý. Podle všeobecného mínění zacházel se zbraní a v boji byl tak zmužilý, že neměl sobě rovna. | “ |
| — Vilém z Tyru | |   |

Godefroyova role byla popsána v kronice Gesta Francorum, kterou během křížové výpravy sepsal anonymní rytíř (latinizovaně Anonymus) sloužící ve vojsku Bohemunda z Tarentu, dále v kronice Alberta z Aix a či Raimonda z Aguilers. Vilém z Tyru zpracoval příběh Godefroye z Bouillonu později ve 12. století. Mezi potomky původních křižáků usazených v Palestině už byl Godefroy v té době legendou.
Později se Godefroy stal hrdinou mnohých trubadúrských básní (Chansons de geste). Jeho postava se objevuje v renesanční básni Torquata Tassa Osvobozený Jeruzalém. Godefroyova duše se spolu s dušemi dalších „bojovníků za víru“ objevuje v nebi Božské komedie Dante Alighieriho. Godefroy také pod jménem Goffredo vystupuje v opeře Georga Friedricha Händela Rinaldo z roku 1711, první italsky zpívané opeře uvedené v Londýně. Člověk zvaný Gottfried z Bouillonu vystupuje v Mayově Červenomodrém Metuzalémovi.
V současnosti Ochránce Svatého hrobu vystupuje v knihách jako jsou Svatá krev a Svatý grál a Da Vinciho kód Dana Browna, Železné kopí Stephena R. Lawheada nebo Godfrey de Bouillon, Obránce Svatého hrobu Toma Tozera.